# Sainte-Marie-sur-Ouche
Sainte-Marie-sur-Ouche är en kommun i departementet Côte-d'Or i regionen Bourgogne-Franche-Comté i östra Frankrike. Kommunen ligger i kantonen Sombernon som tillhör arrondissementet Dijon. År 2022 hade Sainte-Marie-sur-Ouche 701 invånare.

## Befolkningsutveckling
Antalet invånare i kommunen Sainte-Marie-sur-Ouche
Referens:INSEE